# Cenomanen
Die Cenomanen (lat. Cenomani) waren ein keltisch-gallischer Volksstamm aus dem Gebiet der unteren Seine und Loire. Sie gehörten als Teilstamm zum größeren Verbund der Aulerker.
Ein Teil der Cenomanen siedelte sich bei Le Mans an, ein anderer Teil zog nach Norditalien (Gallia cisalpina). Sie bewohnten dort vermutlich ein Gebiet, das von den Flüssen Padus (Po), Ollius (Oglio) und Athesis (Etsch) eingefasst wurde. Ihr Hauptort dort war Brixia (heute Brescia).
Im 3. und 2. Jahrhundert v. Chr. waren sie mit den Römern gegen andere gallische Stämme verbündet. Sie schlossen sich zunächst dem Aufstand unter dem Karthager Hamilkar gegen die Römer an. 196 v. Chr. in der Schlacht von Larius Lacus (am Comer See) verließen sie aber die Insubrer und schlossen einen separaten Frieden mit den Römern.